# 焼走り熔岩流

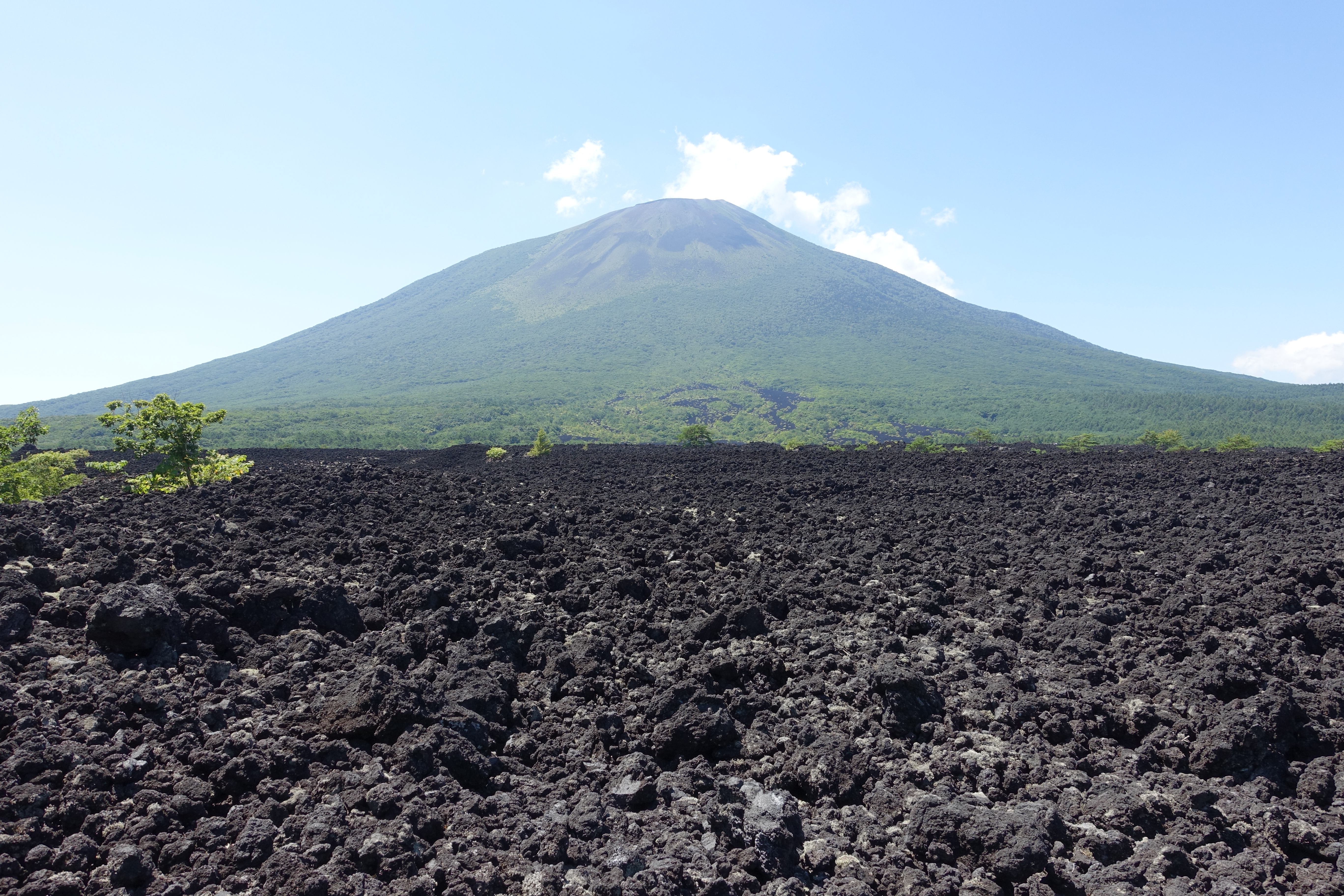
焼走り熔岩流と岩手山 (2016年8月撮影)

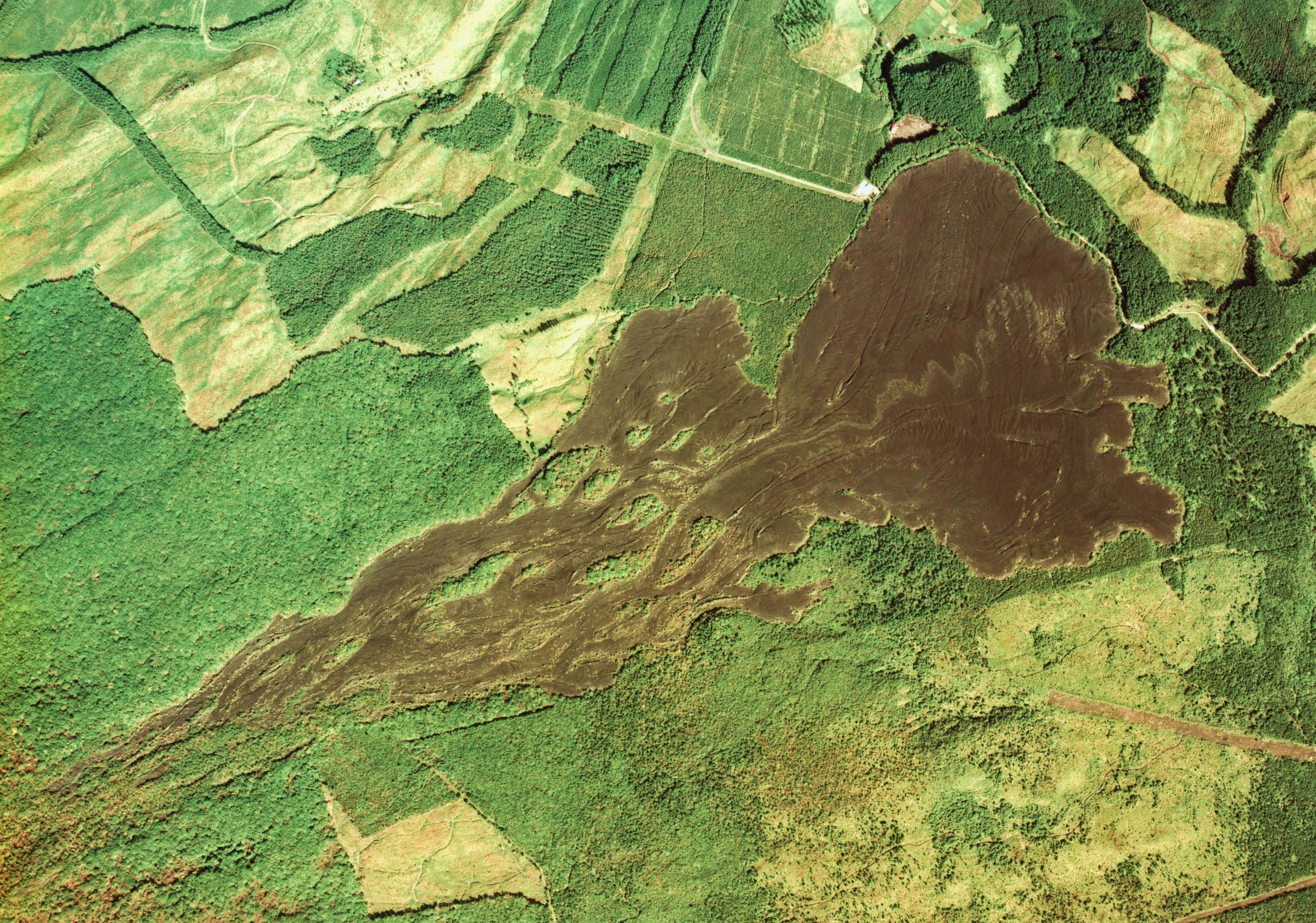
焼走り熔岩流付近の空中写真 (1976年撮影)

焼走り熔岩流（やけはしりようがんりゅう）は、岩手県八幡平市にある、岩手山中腹から流出した溶岩流により形成された岩原である。国の特別天然記念物に指定されている。

## 解説
焼走り熔岩流は岩手山の北東斜面山腹から山麓にかけた、標高約550-1200メートルに広がり、天然記念物に指定された面積は149.63ヘクタール、溶岩流の延長は約4キロメートル、岩石の種類は「含かんらん石紫蘇輝石普通輝石安山岩」である（北緯39度52分11.61秒 東経141度2分39.34秒 / 北緯39.8698917度 東経141.0442611度）。一般的に輝石安山岩溶岩は粘性が大きいが、焼走り熔岩流の溶岩は粘性が小さく流動性に富んでいると言われている。
岩手山は山頂部に爆裂カルデラと中央火口丘を持つ円錐形の成層火山であり、1686年から1934年の間に複数回、爆発と熔岩流噴出の火山活動記録が残されているが、焼走り溶岩流はこれら山頂部の噴火活動とは違う、中腹部にできた噴火口、いわゆる寄生火山から流出したものである。焼走り溶岩流が形成された火山活動の年代は従来より1719年（享保4年）正月（旧暦）とされているが、近年の研究では1732年（享保17年）とする説もある。
溶岩流を作った噴出口は、岩手山の東側山腹、標高850メートルから1250メートル付近まで直線状に複数個所残っており、いずれも高さ4-5メートル、直径4メートルほどのものである。そのうち第1噴出口跡（北緯39度51分27.9秒 東経141度1分9.2秒 / 北緯39.857750度 東経141.019222度）、第2噴出口跡（北緯39度51分30.2秒 東経141度1分18.0秒 / 北緯39.858389度 東経141.021667度）は国土地理院発行の2万5千分の1地形図に表記されている。

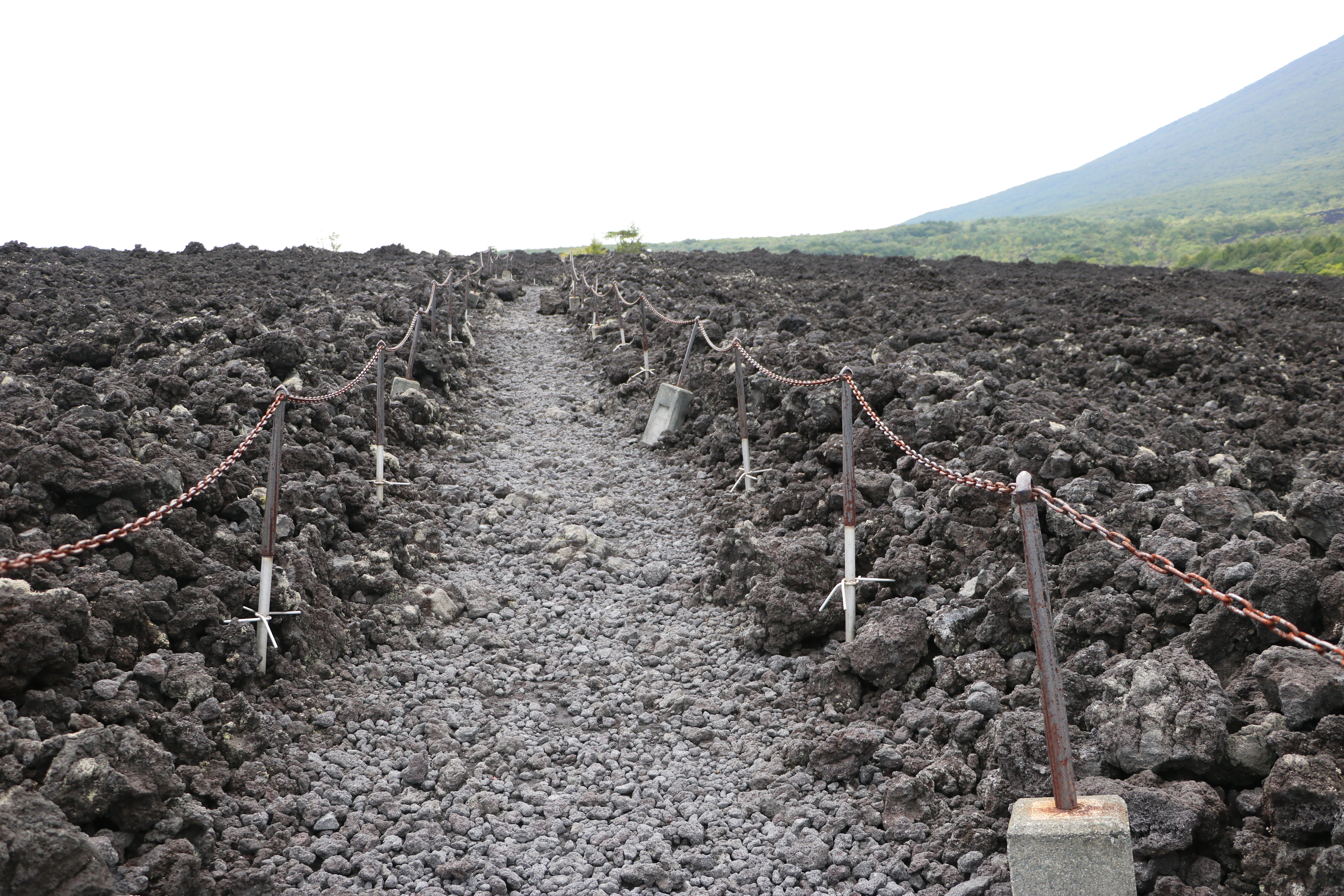
焼走り熔岩流観察路。2022年9月8日撮影。
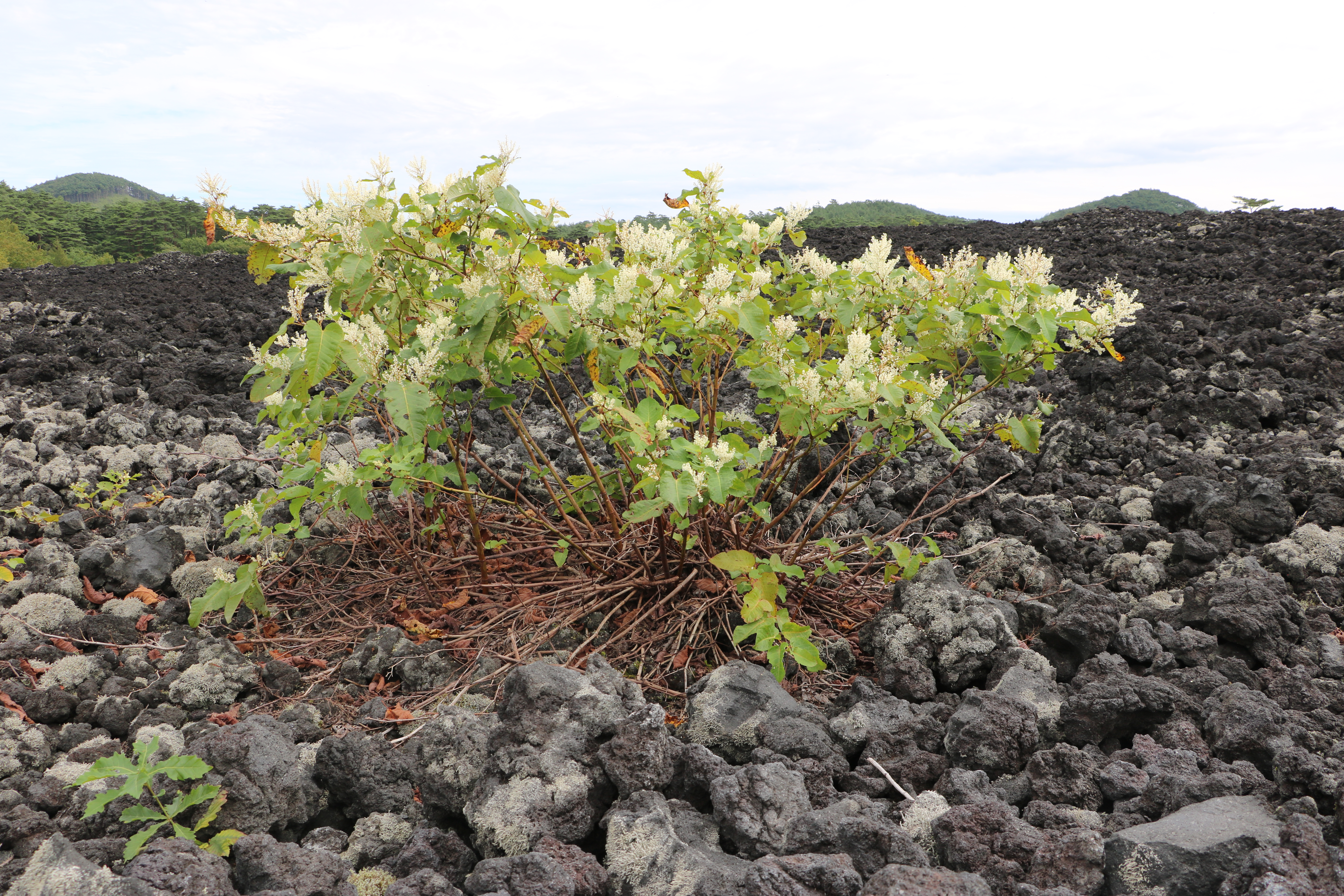
焼走り熔岩流。2022年9月8日撮影。
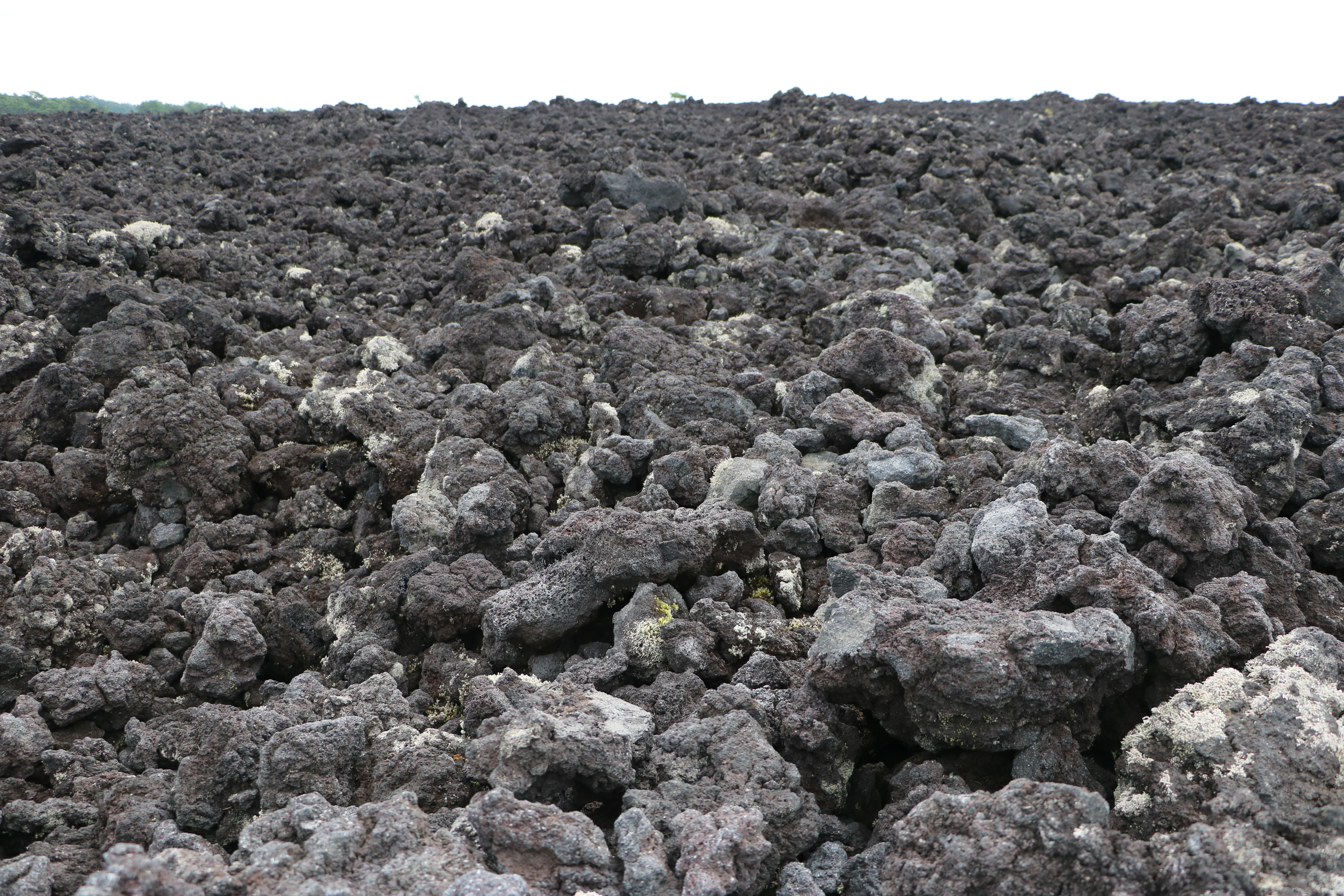
焼走り熔岩流。2022年9月8日撮影。

焼走り熔岩流の名称の由来は、真っ赤な熔岩流が山の斜面を急速な速さで流下するのを見た当時の人々が焼走りと呼んだことによるものであると言われており、地元では古くから「焼走り」と呼ばれていた。熔岩流の表面は波紋状の凸凹があり、これがトラの縞模様のように見えることから「虎形」と呼ばれている。また、しわ状模様の存在は、粘性が小さい熔岩であったことを示している。
焼走り熔岩流は噴出時期が比較的新しいため風化作用が進んでおらず、その表面には未だに土壌が形成されていないことから植生に乏しく噴出当時の地形を留めている。溶岩流そのものは火山国日本では珍しいものではないが、表土や樹木に覆われず、地形的改変もないのは学術的に貴重であり、1944年（昭和19年）11月7日に国の天然記念物に指定され、1952年（昭和27年）3月29日には特別天然記念物に格上げされている。また、1956年（昭和31年）に制定された十和田八幡平国立公園の特別保護地区にも指定されている。
今日では熔岩流末端に片道約1キロメートルの観察路が設けられており、積雪で閉鎖される冬季以外は自由に見学することができる。また散策路の終点には、当地を訪れた宮沢賢治による詩、「鎔岩流」の碑が建てられている。

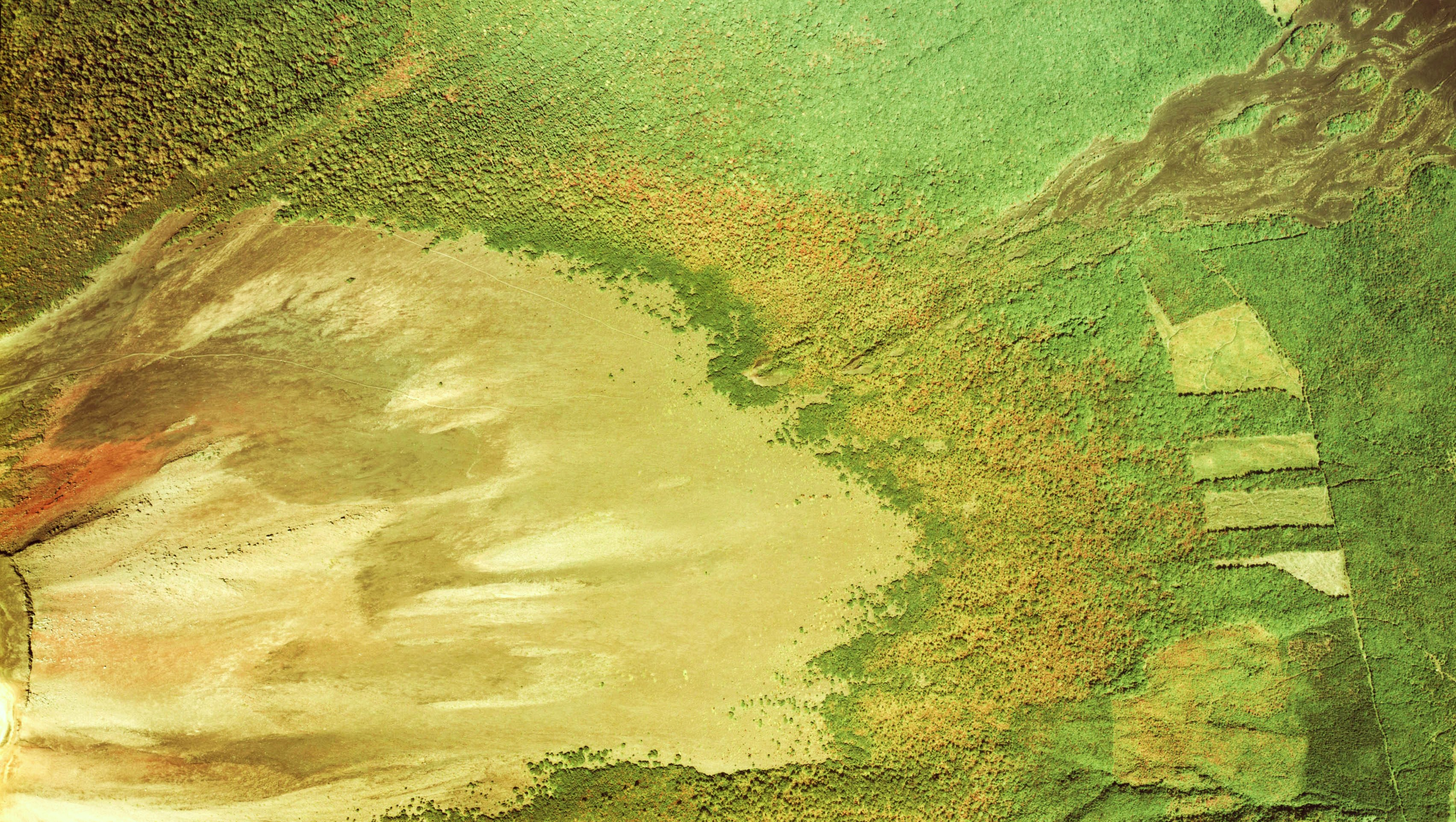
噴出口付近を中心とした空中写真。画像左下端が山頂カルデラ東縁。画像中央付近の植生の境界やや右側に見える突起状の凸部が噴出口跡。焼走り熔岩流は画像右上に見える。（1976年撮影）

## 交通アクセス
所在地
- 岩手県八幡平市平笠上坊山国有林551林班

交通
- 東日本旅客鉄道（JR東日本）花輪線大更駅よりタクシーで約15分[5]。
- 東北自動車道、西根インターチェンジより車で約15分[5]。